# Koakuma Heaven
Koakuma Heaven (jap. 小悪魔ヘヴン Koakuma Hevun) – trzydziesty pierwszy singel japońskiego artysty Gackta, wydany 10 czerwca 2009 roku. Singel ten jest pierwszym z czterech singli wydanych na 10 Year Anniversary Countdown, która jest odliczaniem do 10. rocznicy Gackta jako artysty solowego. Został nazwany THE 1st HEAVEN. Każdy z rocznicowych singli został wydany w tygodniowym odstępie. Singel osiągnął 6 pozycję w rankingu Oricon i pozostał na listach przebojów przez 6 tygodni. Sprzedano 25 065 egzemplarzy.
Limitowana edycja CD+DVD została wydana wyłącznie dla członków oficjalnego fanklubu Gackta. Okładka regularnej edycji przedstawia łącznie 15 modelek, które pojawiły się w popularnym magazynie dla dziewczyn Koakuma ageha (jap. 小悪魔ageha). Okładka limitowanej edycji przedstawia Gackta ubranego jak kobieta.

## Lista utworów
Wszystkie utwory zostały napisane i skomponowane przez Gackt C.
| Nr | Tytuł                                               | Aranżacja           | Czas |
| -- | --------------------------------------------------- | ------------------- | ---- |
| 1. | "Koakuma Heaven" (jap. 小悪魔ヘヴン)                | Gackt.C, Chachamaru |      |
| 2. | "My Father's Day"                                   | Gackt.C, Chachamaru |      |
| 3. | "Koakuma Heaven" (jap. 小悪魔ヘヴン) (Instrumental) | Gackt.C, Chachamaru |      |
| 4. | "My Father's Day" (Instrumental)                    | Gackt.C, Chachamaru |      |

- Utwór My Father's Day został napisany ku pamięci współaktora z planu Fūrin Kazan i bliskiego przyjaciela Gackta Kena Ogaty.